# مذرق

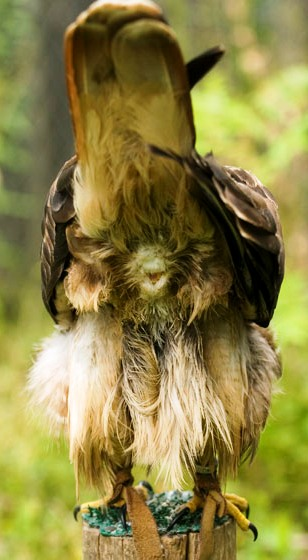
فتحة المذرق في طائر الباز.

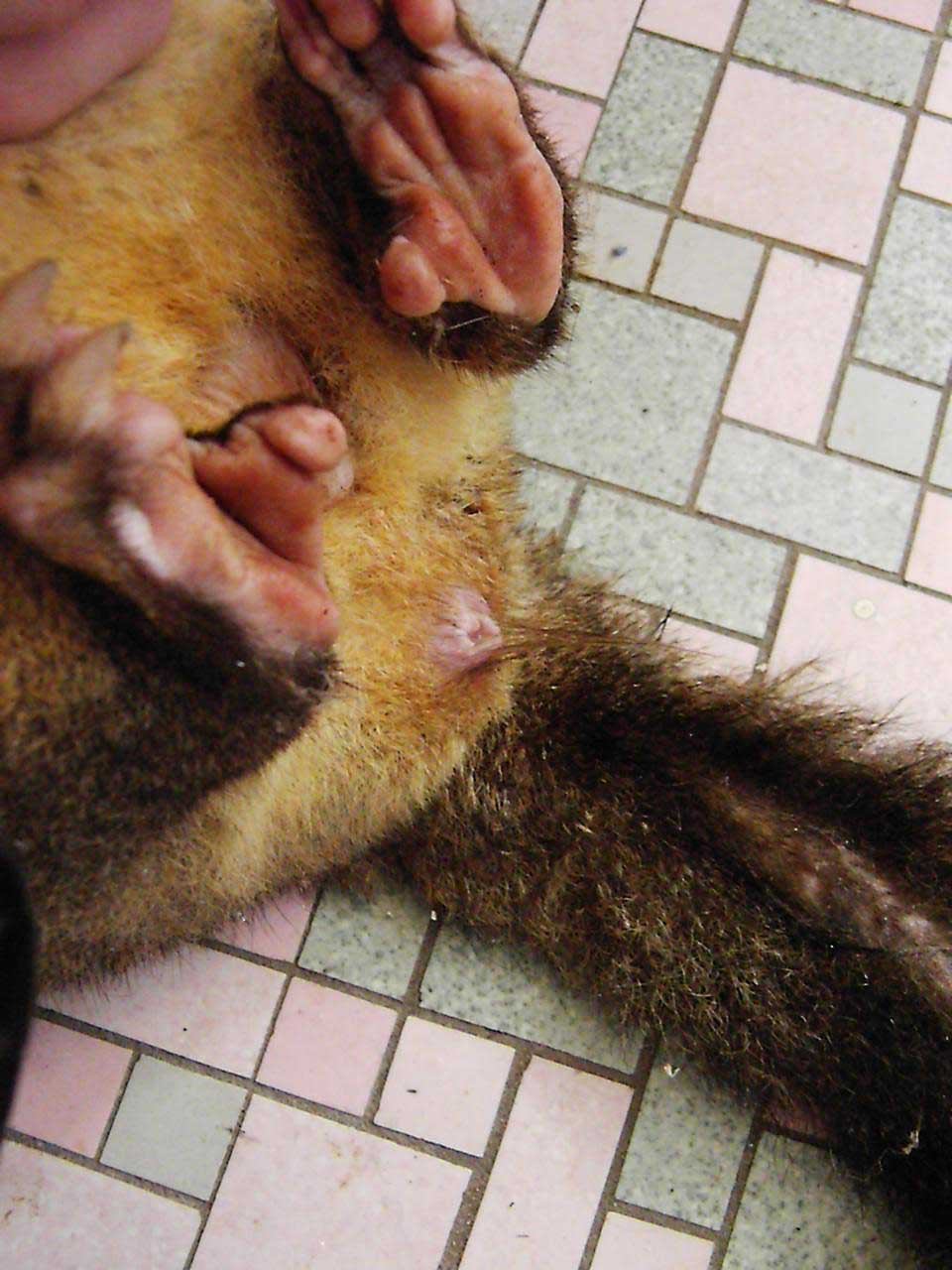
فتحة المذرق في حيوان الكُوْزُو الثعلبي.

في تشريح الحيوان، المَذْرَق (بالإنجليزية: Cloaca) هي الفتحة الخلفية التي تعدّ الوحيدة من نوعها لفتح المسارات المعوية التناسلية و المسالك البولية لبعض الأنواع الحيوانية المعينة. كل الطيور، الزواحف والبرمائيات تمتلك هذه الفوهة، التي تفرز كل من البول والبراز، على عكس الثدييات المشيمية، التي تمتلك اثنتين (أو ثلاثة) فتحات منفصلة للاخلاء.
كما أن المنطقة المذرقية غالبا ما ترتبط مع جهاز إفرازية، والغدة المذرقية، الذي تورط في سلوك رائحة وسم بعض الزواحف والبرمائيات وأحاديات المسلك.

## أصل الكلمةاتنتتةىىةة
ذَرْقُ الطائر هو خرؤه وذَرَقَ فهو يَذْرُقُ بضم الراء أو يَذْرِقُ بكسرها بمعنى زَرَقَ أي أخرج الفضلات من جسمه.

## الزواحف
في الزواحف، يتكون المذرق من ثلاثة أجزاء: الكنيف البولي (urodeum) والشرج الأولي (proctodeum) والمعي البرازي (coprodeum). في بعض أنواع الزواحف يعمل المذرق على زيادة تبادل الغازات. كما أن المذرق هو المكان الذي يحدث فيه النشاط التناسلي.

## التنفس من خلال المذرق في الحيوانات
تعتمد بعض السلاحف وخاصة تلك التي تكيفت على الغوص اعتمادًا كبيرًا على التنفس الصدري أثناء الغوص. وذلك من خلال وجود زوج من المثانات الهوائية الملحقة المتصلة بالمذرق الذي يسمح بامتصاص الأكسجين من الماء.
العديد من الأسماك بالإضافة إلى الديدان متعددة الشعيرات وحتى السرطانات تستفيد من التدفق المستمر للمياه من خلال الشجرة التنفسية المغطاة لخيار البحر، مستفيدة من المأوى الذي يوفره العيش داخل جسم خيار البحر. أثناء الليل غالبًا ما تخرج هذه الأنواع من مذرق خيار البحر بحثًا عن الطعام.